# Tarenna sumatrensis
Tarenna sumatrensis är en måreväxtart som först beskrevs av Albrecht Wilhelm Roth, och fick sitt nu gällande namn av Cornelis Eliza Bertus Bremekamp. Tarenna sumatrensis ingår i släktet Tarenna och familjen måreväxter.
Artens utbredningsområde är Sumatera. Inga underarter finns listade i Catalogue of Life.